# نخل آلبرت
نخل آلبرت (نام علمی: Caryota rumphiana) نام یک گونه از سرده نخل‌های دم‌دار است.